# از پست و بلند ترجمه
از پست و بلند ترجمه (۱۳۷۲) کتابی از مجموعه مقالات کریم امامی راجع به امر ترجمه است. این کتاب به گلی امامی همسر نویسنده تقدیم شده‌است. 
در دهه ۷۰ کریم امامی بر این شد که مجموعه مقالاتش در مورد موضوع‌های مختلف (که در طول سال‌ها به نگارش درآمده) را در کتاب‌های مختلف چاپ کند و اولین حاصل این تلاش همین کتاب بود که شامل هفت مقاله از امامی راجع به امر ترجمه است. 

## عناوین و موضوعات مقالات
عنوان مقالات این کتاب به این صورت است:
- از خاک به خاک، از جان به جهان
- مسئله لحن در ترجمه یا چگونه از کلاغ فرنگی بلبل پارسی گو نباید ساخت
- در باب ترجمهٔ "عام فهم و خاص پسند" حاجی بابا
- پدیده‌ای به نام ذبیح‌الله منصوری "مترجم"
- "ترجمهٔ "صدای پای آب"
- ترجمهٔ تازه‌ای از رباعی‌های خیام به زبان انگلیسی * از پست و بلند ترجمه.

کریم امامی در مقاله اول ماجرای ترجمه شعر "تولدی دیگر" فروغ از فارسی به انگلیسی را تعریف می‌کند و اینکه چگونه این ترجمه با حضور خود شاعر صورت گرفته‌است. این مقاله اولین بار در ۱۳۴۵ و در مجله آرش (یادنامه فروغ فرخزاد) به چاپ رسیده‌است.
مقاله دوم چنان که از نامش پیداست به "مسئله لحن در ترجمه" می‌پردازد و اساس کار را با نقد ترجمه ناطور دشت اثر ج.د.سلینجر از آقای احمد کریمی انجام می‌دهد و بخصوص نقد پاراگراف اول آن. از آنجا که این کتاب در انشارات فرانکلین منتشر شد و سرویراستار آن مترجم معروف، نجف دریابندری، بوده‌است، این نیمچه انتقادی به او نیز هست. این مقاله اولین بار در مرداد ۱۳۴۶ در شماره ۱۰ نشریه "اندیشه و هنر" منتشر شده‌است.
در مقاله سوم امامی به سرگذشت کتاب معروف "سرگذشت حاجی بابای اصفهانی" نوشته جیمز موریه و ترجمه میرزا حبیب اصفهانی می‌پردازد. این کتاب عموماً به عنوان یکی از بهترین ترجمه‌های فارسی شناخته می‌شود و امامی در این مقاله به سرگذشت این ترجمه و مقابله آن با اصل انگلیسی و ترجمه فرانسوی و همچنین مقابله اصل ترجمه با نسخه تصحیح شده توسط محمدعلی جمال زاده می‌پردازد. نتیجه او این است که این ترجمه هرچقدر خوب باشد ترجمه دقیقی نیست و اضافات و کمی‌هایی دارد. این مقاله اولین بار در زمستان ۱۳۵۳ در دفتر هشتم کتاب امروز به چاپ رسید.
موضوع مقاله چهارم، ذبیح الله منصوری، نویسنده و مترجم معروف ایرانی است. امامی در این مقاله به تفصیل به بررسی منصوری و گوشه‌هایی از زندگی او و درج بخشی از کتاب‌شناسی او و شرح خاطره دیدار خود او با امامی می‌پردازد و بخش‌هایی از کتاب "استالین" اثر آیزاک دویچر (که امامی با نام "استالین، تزار سرخ" ترجمه کرده‌است) را نیز با اصل انگلیسی اش مقایسه کرده و تفاوت‌های بسیار آن را نشان می‌دهد. او در مورد منصوری می‌گوید: "دوستان همقلم! ذبیح الله منصوری مترجم را فراموش کنید؛ در عوض در برابر ذبیح الله منصوری نویسنهد کلاه از سربردارید." این مقاله نخستین بار در زمستان ۱۳۶۶ در شماره ۲ نشریه "نشر دانش" منتشر شد.
در مقاله پنجم امامی به ماجرای ترجمه شعر "صدای پای آب" از سهراب سپهری می‌پردازد. این مقاله اولین بار در همین کتاب چاپ شده‌است گرچه خود ترجمه چند سال قبل صورت گرفته.
مقاله ششم شرح تلاش امامی برای ترجمه بیش از هفتاد رباعی خیام به زبان انگلیسی است. این مقاله اولین بار در تابستان ۱۳۷۰ در دفتر دوم "کتابنما"(ی ایران) منتشر شده‌است.
در مقاله هفتم که طولانی و چند بخشی است و مخصوص کتاب نوشته شده امامی در چند بخش سعی کرده تمام تجربیاتش در زمینه ترجمه را با خوانندگان در میان بگذارد. او ابتدا به شرح ماجرای بزرگ شدنش و یاد گرفتن انگلیسی و فرانسه و کار در نشریات (من‌جمله "کیهان اینترنشنال") در شهر شیراز و سپس چند سال اقامت در آمریکا می‌پردازد. در قسمت دوم این مقاله به فرهنگ‌های دو زبانه ترجمه به‌طور کلی و فرهنگ‌های حییم و آریانپور به‌طور مشخص می‌پردازد. در قسمت سوم به انتقال اطلاعات و ضبط اعلام و تبدیل اوزان و سنه‌ها پرداخته شده‌است. در قسمت چهارم امامی پاراگرافی از کتاب لولیتا را برداشته و آن را قدم به قدم با خواننده ترجمه می‌کند تا شیوه ترجمه خود را آشکار سازد. قسمت پنجم به اصلاحات بعد از ترجمه و ویرایش می‌پردازد و اشاره‌ای هم به ماجرای ترجمه عنوان فیلم "خانه دوست کجاست؟" (که به دست امامی صورت گرفته) می‌شود. در قسمت ششم امامی به "زنگ تفریح" می‌پردازد و این ذکر ماجرای اشتباهات مترجمان و علل احتمالی آنهاست. قسمت هفتم، به ماجرای اولین ترجمه‌های امامی و فعالیت‌های مطبوعاتی او اختصاص دارد. قسمت هشتم راجع به "ترجمه پذیری" متون مختلف است و با اشاره به غزلی از حافظ بحثی در این زمینه صورت گرفته. 